# Damir Agičić
Damir Agičić (ur. 13 czerwca 1963 w Davorze) – chorwacki historyk.

## Życiorys
Pracuje na Wydziale Filozoficznym Uniwersytetu w Zagrzebiu. Kierownik Katedry Historii Powszechnej Nowożytnej od 2003. Redaktor naczelny czasopisma „Historijski zbornik” oraz portalu internetowego www.historiografija.hr. Członek Rady Redakcyjnej „Przeglądu Historycznego”. Od 2012 przewodniczący Chorwackiego Narodowego Komitetu Nauk Historycznych. Zajmuje się historią Chorwacji i Europy Środkowej w XIX wieku oraz historią historiografii chorwackiej. Był profesorem gościnnym Uniwersytetu Warszawskiego. Wygłaszał także gościnne wykłady w Krakowie, Lublanie i Sarajewie. Żoną historyka jest Polka dr historii – Magdalena Najbar.

## Nagrody
Odznaczony odznaką honorową Zasłużony dla kultury polskiej (2002).

## Wybrane publikacje
- Tajna politika Srbije u XIX. stoljeću, (1994).
- Hrvatsko-češki odnosi na prijelazu iz XIX. u XX. stoljeće, (2000).
- Podijeljena Poljska 1772-1918, (2004).

## Publikacje w języku polskim
- Echa powstania styczniowego w Chorwacji, „Prace Komisji Środkowoeuropejskiej” 7 (2000), s. 39–48.
- Czesi w Chorwacji na przełomie wieków, „Balcanica Posnaniensia” 11/12 (2002).
- Idee niepodległościowe wśród Chorwatów do I wojny światowej (1860-1914), [w:] Państwa europejskie na drodze do niepodległości (w drugiej połowie XIX i w XX wieku), red. Mirosław Skarżyński, Kraków 2003.
- Kongresy historyków jugosłowiańskich – miejsce współpracy czy pole bitew, [w:] Obraz konfliktów między narodami słowiańskimi w XIX i XX wieku w historiografii, red. Irena Stawowy-Kawka, Kraków 2007, s. 117–130.
- Przyczynek do historii polsko-jugosłowiańskich stosunków kulturalnych po II wojnie światowej: działalność Wiktora Bazielicha na polu promocji kultury i jego praca tłumacza, „Studia z Dziejów Rosji i Europy Środkowo-Wschodniej” 46 (2011), s. 217–236.
- Historiografia chorwacka w latach 1990–2010: struktura i główne nurty rozwoju, „Prace Komisji Środkowoeuropejskiej Polskiej Akademii Umiejętności” 20 (2012).
- Kraków Zagrzebiowi, Kraków 2012.